# Synema papuanellum
Synema papuanellum là một loài nhện trong họ Thomisidae.
Loài này thuộc chi Synema. Synema papuanellum được Embrik Strand miêu tả năm 1913.